# 서울억새축제
서울억새축제는 환경 생태공원으로 탈바꿈한 월드컵 공원에서 2002년부터 추진하고 있는 가을철 서울의 공원문화축제로서, 매년 억새꽃이 피는 10월에 시행하고 있다. 밤에 서울 도심에 있는 억새밭을 걸으며 하늘공원 전망대에서 한강 등 서울의 야경을 감상할 수 있는 기회를 제공하며, 각종 조명과 음악공연 등 다양한 행사를 제공하는 축제이다.

## 개요
월드컵공원 하늘공원의 초지에 심은 억새가 장관을 이루는 가을에 열리며, 2002년부터 축제를 열고 있다.
하늘공원은 난지도의 쓰레기매립장을 메워 2002년 5월에 개장한 초지공원으로, 낮에는 시민들의 이용이 가능하지만 야간에는 야생동물들이 자유롭게 생활할 수 있도록 시민의 출입이 통제되고 있다. 그러나 축제를 여는 10일 동안은 밤 10시까지 개방한다. 월드컵공원 가운데 가장 높은 곳에 있어 서울의 야경을 보며 억새꽃의 정취를 느낄 수 있어 해마다 관람객의 수가 늘고 있다.
억새 군락지에 설치된 조명 점등식으로 축제가 시작되면 매일 밤 10시까지 억새밭 오솔길을 걸을 수 있고, 저녁이면 공원 특설무대에서 매일 주제를 달리한 가을밤 작은 음악회가 열린다. 하늘공원 휴게소 장수하늘소 부근에서는 하늘공원 엽서에 가을편지를 쓰면 즉석에서 바로 우편 발송해주는 행사를 한다. 탐방객 안내소에서는 억새풀 공예전시와 만들기 체험을, 전망대에서는 난지도 매립지 시절의 사진을 볼 수 있는 난지도 사진전을 연다.
그 외 하늘공원의 억새를 배경으로 한 억새축제 디카 사진공모와 억새축제를 경험한 후의 감상이나 옛 추억담을 공모하며, 초등학생을 대상으로 하늘공원에서 억새꽃 그림그리기대회를 연다.

## 주요 행사
- 은하수음악회 : 가수 및 시민공연 등 다양한 장르의 음악공연
- 다문화페스티벌 : 국내 거주 외국인 태국, 네팔, 아프리카 전통공연 및 새터민 대안학교 셋넷학교의 마임공연과 상지초등학교의 퓨전공연
- 아이사보자선공연 : 난치병 어린이 후원 자선단체의 통키타 및 하모니카 공연을 통한 기금 마련 콘서트
- 추억의 포크송 연주회 : 하늘공원 입구 원두막 앞에서 열린 추억의 음악여행
- 가을편지쓰기 : 사랑하는 사람 또는 존경하는 사람에게 편지쓰기(억새축제 기념엽서 및 우표 제공)
- 억새풀 공예체험 : 억새와 짚으로 만든 공예품을 전시하고 전문강사와 함께 잠자리 등 간단한 억새공예품 만들기 체험
- 토피어리 만들기 : 전문강사의 지도를 받아 식물인형 토피어리 만들기 체험
- 꽃누르미 만들기 : 전문강사의 지도를 받아 꽃잎으로 핸드폰고리 등을 만드는 예술체험
- 나무목걸이 만들기 : 나무판과 조각 등 나무를 재료로 하여 목걸이 만들기 체험
- 강바람 소원빌기 : 하늘공원에 설치된 소원바위에 자신의 소원을 적은 한지를 끼워 바람에 날리는 기원행사
- 사진 전시회 : 난지도의 어제와 오늘, 되살아난 난지도의 생태, 서울의 야생 동식물 및 하늘공원의 사진전시
- 황토길 맨발 걷기 : 친환경 소재인 황토볼과 황토투수블록으로 맨발 산책로를 조성, 맨발로 걷는 체험 제공
- 감성채널 37.9 : 시민들의 다양한 사연과 신청곡으로 이루어지는 하늘공원만의 라디오 프로그램
- 디카사진 공모전 : 하늘공원 전경 및 억새축제 광경 등을 담은 디지털 사진공모전
- 억새축제 그림그리기 대회 : 초등학생을 대상으로 하늘공원의 전경 및 억새축제 광경 등을 그리는 그림그리기 대회

## 참고 문헌
- 본 문서에는 서울특별시에서 지식공유 프로젝트를 통해 퍼블릭 도메인으로 공개한 저작물을 기초로 작성된 내용이 포함되어 있습니다.